# 봉주르 (소프트웨어)
봉주르(Bonjour)는 서비스 디스커버리 프로토콜인 제로콘프(Zeroconf)를 구현해주는 소프트웨어이다. 애플에서 개발하여 봉주르라는 이름을 상표로 등록했다. 봉주르라는 이름을 갖기 전의 이름은 랑데부이다.  봉주르는 로컬 영역 네트워크에 물린 프린터, 컴퓨터 등의 장치들을 찾아내며, 그 장치들이 제공하는 서비스들을 알아내는 역할을 맡는다. 다시 말해, 사용자의 컴퓨터에서 사용할 수 있는 프린터, 들을 수 있는 아이튠즈 재생 목록 등을 볼 수 있게 해준다. 파일 공유를 할 수 있는 컴퓨터도 보여준다.
봉주르는 애플의 운영 체제인 맥 OS X v10.2 버전부터 기본적으로 탑재되며, 마이크로소프트 윈도우 운영 체제가 설치된 컴퓨터에도 설치할 수 있다. 또한, 봉주르의 구성 요소는 아이튠즈와 같은 다른 소프트웨어에 간혹 번들되기도 한다.
봉주르는 "제한된 사용"을 요구하는(terms-of-limited-use) 사용 허가서 아래에 애플에 따라 배포된다.

## 같이 보기
- 에어프린트
- PostgreSQL
- 유니버설 플러그 앤 플레이